# فرانك وليامز (جندي)
فرانك وليامز (بالإنجليزية: Frank Williams)‏ هو جندي أمريكي، ولد في 19 أكتوبر 1872 في ألمانيا، وتوفي في 24 أكتوبر 1900 في بورتوريكو في الولايات المتحدة.